# ダッグバーティ・ラーマナイドゥ
ダッグバーティ・ラーマナイドゥ（Daggubati Ramanaidu、1936年6月6日 - 2015年2月18日）は、インドの映画プロデューサー、政治家。映画製作会社スレーシュ・プロダクションの創設者であり、生涯で13言語150本以上の映画を製作したことで「世界で最も多くの映画を製作した映画プロデューサー」としてギネス世界記録に登録されている。1999年から2004年にかけてグントゥール県選出のローク・サバー議員を務めていた。
2012年にインド映画への貢献を認められパドマ・ブーシャン勲章を授与された。2009年にインド映画の最高賞ダーダーサーヘブ・パールケー賞を受賞し、テルグ語映画での活動からラグパティ・ヴェンカイアー賞、フィルムフェア賞 南インド映画部門生涯功労賞を受賞している。1991年に「ラーマナイドゥ慈善信託」を設立し、同団体を通じて収入の大半を慈善活動のために使用していた。

## 生涯

### 生い立ち
現在のアーンドラ・プラデーシュ州プラカーシャム県カランチェドゥの農家に生まれる。チララで高等教育を受けた後、マドラス管区大学を卒業する。卒業後は精米場のオーナーとして働き、運送業も展開した。この間、ラーマナイドゥは『Nammina Bantu』に製作費を出資するように父を説得し、彼の情熱に感銘を受けた主演俳優アッキネーニ・ナゲシュワラ・ラオからマドラスに行き映画製作者に会うように勧められた。ラーマナイドゥはアッキネーニの提案に従い、1962年に精米場を閉鎖してマドラスに転居した。転居後はレンガ製造業を始めようとしたが不動産業を展開し、「アーンドラ・クラブ」に通い詰めてテルグ語映画の製作者たちと親交を深めていった。

### 映画プロデューサー

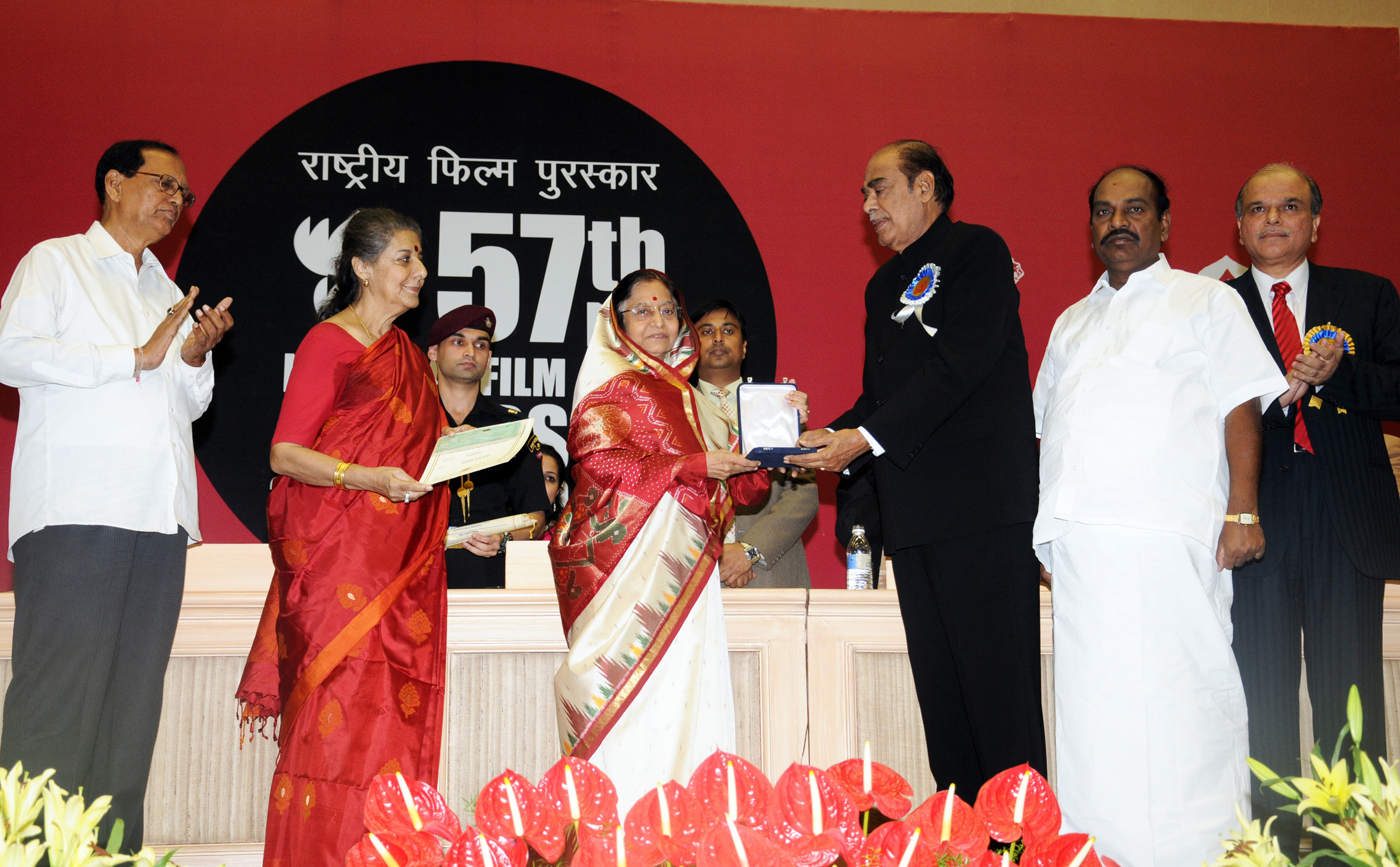
ダーダーサーヘブ・パールケー賞を授与されるラーマナイドゥ

1963年、ラーマナイドゥは友人のタギリサ・ハヌマンサ・ラオとヤーララガッダ・ラクシュマイアー・チョードリーと共同で『Anuragam』を製作したが、同作は興行的には失敗している。その後、彼は映画製作会社スレーシュ・プロダクションを設立し、1964年に『Ramudu Bheemudu』を製作した。1970年代初頭まではテルグ語映画を中心に『Pratigna Palana』『Sri Krishna Tulabharam』『Stree Janma』『Paapa Kosam 』『Sepoy Chinnaiah』などの作品を製作したものの、興行的な成功を収めたのは『Ramudu Bheemudu』のみだった。マドラスでの活動中、彼はB・ナギ・レッディの息子と共同で映画製作会社ヴィジャヤ・スレーシュ・コンバインを設立した。1971年にアッキネーニ、ヴァニシュリ主演で『Prema Nagar』を製作した。同作はブロックバスターを記録し、タミル語（『Vasantha Maligai』）、ヒンディー語（『Prem Nagar』）でリメイクされた。両作ともラーマナイドゥがプロデューサーを務め、興行的な成功を収めた。1970年代には『Namma Kuzhaindagal』『Tirumangalyam』『Madhurageetham』『Kuzhaindaikaga』『Deiva Piravi 』などのタミル語映画を製作した。
1983年、ラーマナイドゥはマドラス中心だったテルグ語映画の製作体制を変革するため、アーンドラ・プラデーシュ州政府の支援を得てハイデラバードにラーマナイドゥ・スタジオを設立した。彼はテルグ語映画、タミル語映画を中心にカンナダ語映画、ヒンディー語映画、マラヤーラム語映画、マラーティー語映画、ベンガル語映画、オリヤー語映画、グジャラート語映画、ボージュプリー語映画、パンジャーブ語映画に進出した。代表的なヒンディー語映画には『Dildaar』『Tohfa』『Anari』『Hum Aapke Dil Mein Rehte Hain』『Aaghaaz』がある。2015年時点で13言語130本以上の映画を製作しており、2008年に「世界で最も多くの映画を製作したプロデューサー」としてギネス世界記録に登録された。また、自身の製作映画で俳優として出演しており、2006年製作の『Hope』では主要キャストを務めた。教育のストレスによる10代の自殺問題を取り上げた同作は、第54回国家映画賞でその他の社会問題に関する映画賞を受賞している。

### 政治家
ラーマナイドゥはテルグ・デサム党の党員であり、1999年から2004年にかけて第13期ローク・サバーの議員を務めた。2004年に実施された第14期ローク・サバー議員選挙で落選したため、1期で政治家を引退している。

### 死去
2014年1月、ラーマナイドゥが前立腺癌であることが判明し、2015年2月18日にハイデラバードで死去した。彼の死去に際し、チランジーヴィ、アッキネーニ・ナーガールジュナ、ラヴィ・テージャ、K・ラーガヴェンドラ・ラーウ、パワン・カリヤーン、ラーム・チャラン、アッル・アルジュンなどのテルグ語映画界の俳優たちが弔意を表明した。

## 家族
1958年に結婚し、2男1女をもうける。長男ダッグバーティ・スレーシュ・バーブは映画プロデューサー、次男ヴェンカテーシュ・ダッグバーティは俳優として活動している。ラーマナイドゥには8人の孫がおり、そのうちラーナー・ダッグバーティとナーガ・チャイタニヤは俳優として活動している。

## 受賞歴

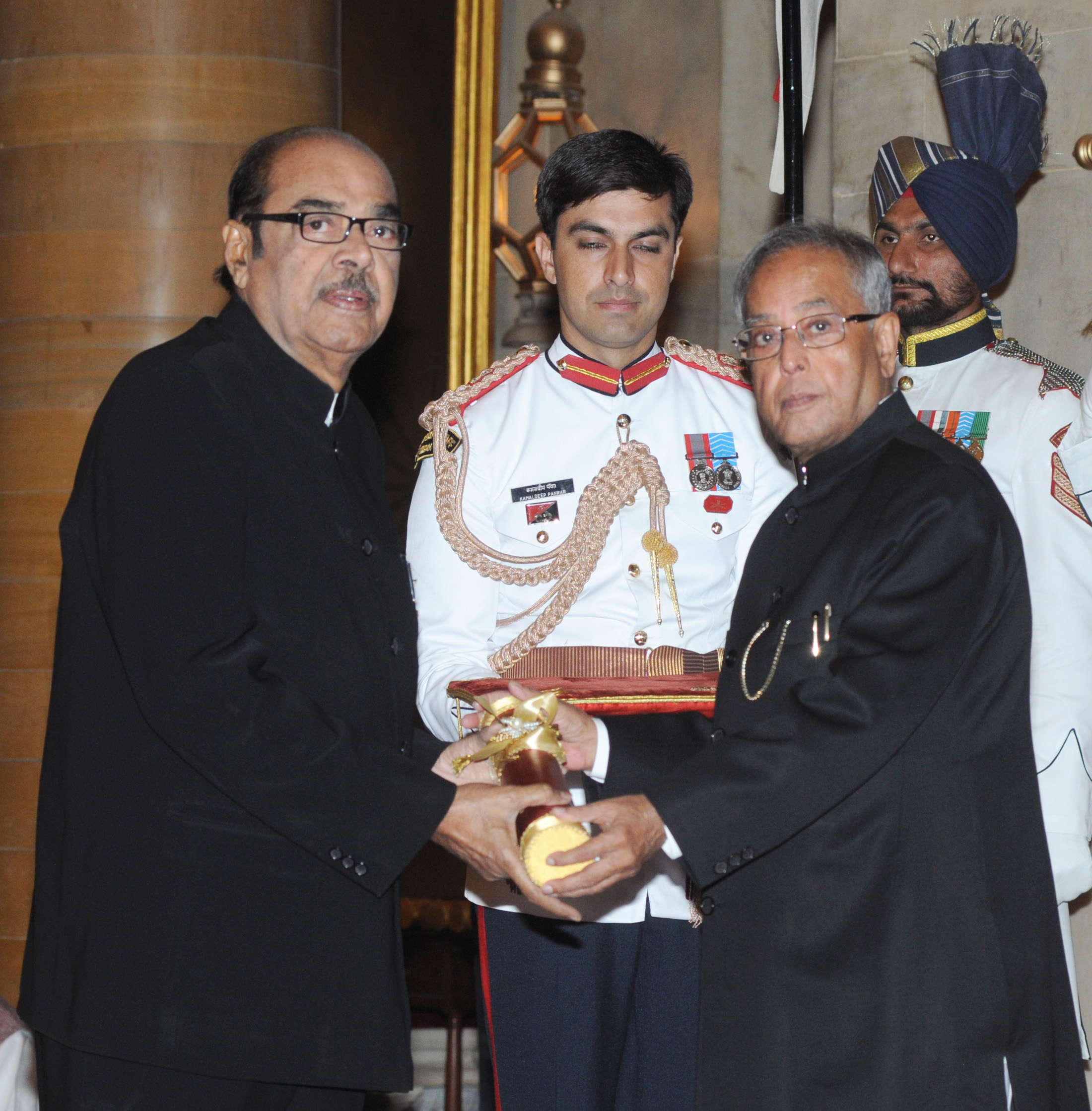
パドマ・ブーシャン勲章を授与されるラーマナイドゥ

勲章
- パドマ・ブーシャン勲章（2012年）

国家映画賞
- ベンガル語長編映画賞（英語版）：『Asukh』（1999年）[7]
- その他の社会問題に関する映画賞（英語版）：『Hope』（2006年）
- ダーダーサーヘブ・パールケー賞（2009年）[8]

ナンディ賞
- 作品賞（英語版）：『Preminchu』（2001年）[16]
- ラグパティ・ヴェンカイアー賞（2006年）[17]

タミル・ナードゥ州映画賞
- 作品賞（英語版）
  - 『Namma Kuzhanthaigal』（1970年）[18]
  - 『Madhurageetham』（1977年）[18]

フィルムフェア賞 南インド映画部門
- テルグ語映画部門作品賞（英語版）
  - 『Jeevana Tarangalu』（1973年）[16]
  - 『Soggadu』（1976年）[16]
- 生涯功労賞（英語版）（2000年）[19]

その他
- シュリ・ヴェンカテーシュワラ大学（英語版）名誉学位[20]